# Lisa Weagle
Lisa Colleen Weagle (Ottawa, 24 de marzo de 1985) es una deportista canadiense que compite en curling.
Ganó tres medallas en el Campeonato Mundial de Curling entre los años 2013 y 2017. Participó en los Juegos Olímpicos de Pyeongchang 2018, ocupando el sexto lugar en la prueba femenina.

## Palmarés internacional
| Campeonato Mundial | Campeonato Mundial  | Campeonato Mundial | Campeonato Mundial |
| Año                | Lugar               | Medalla            | Prueba             |
| ------------------ | ------------------- | ------------------ | ------------------ |
| 2013               | Riga (Letonia)      | Medalla de bronce  | Equipo             |
| 2014               | Saint John (Canadá) | Medalla de plata   | Equipo             |
| 2017               | Pekín (China)       | Medalla de oro     | Equipo             |